# Carrasco (província)
Carrasco é uma província da Bolívia localizada no departamento de Cochabamba, sua capital é a cidade de Totora.